# 普洛霍羅夫卡
51°02′11″N 36°44′11″E / 51.03639°N 36.73639°E

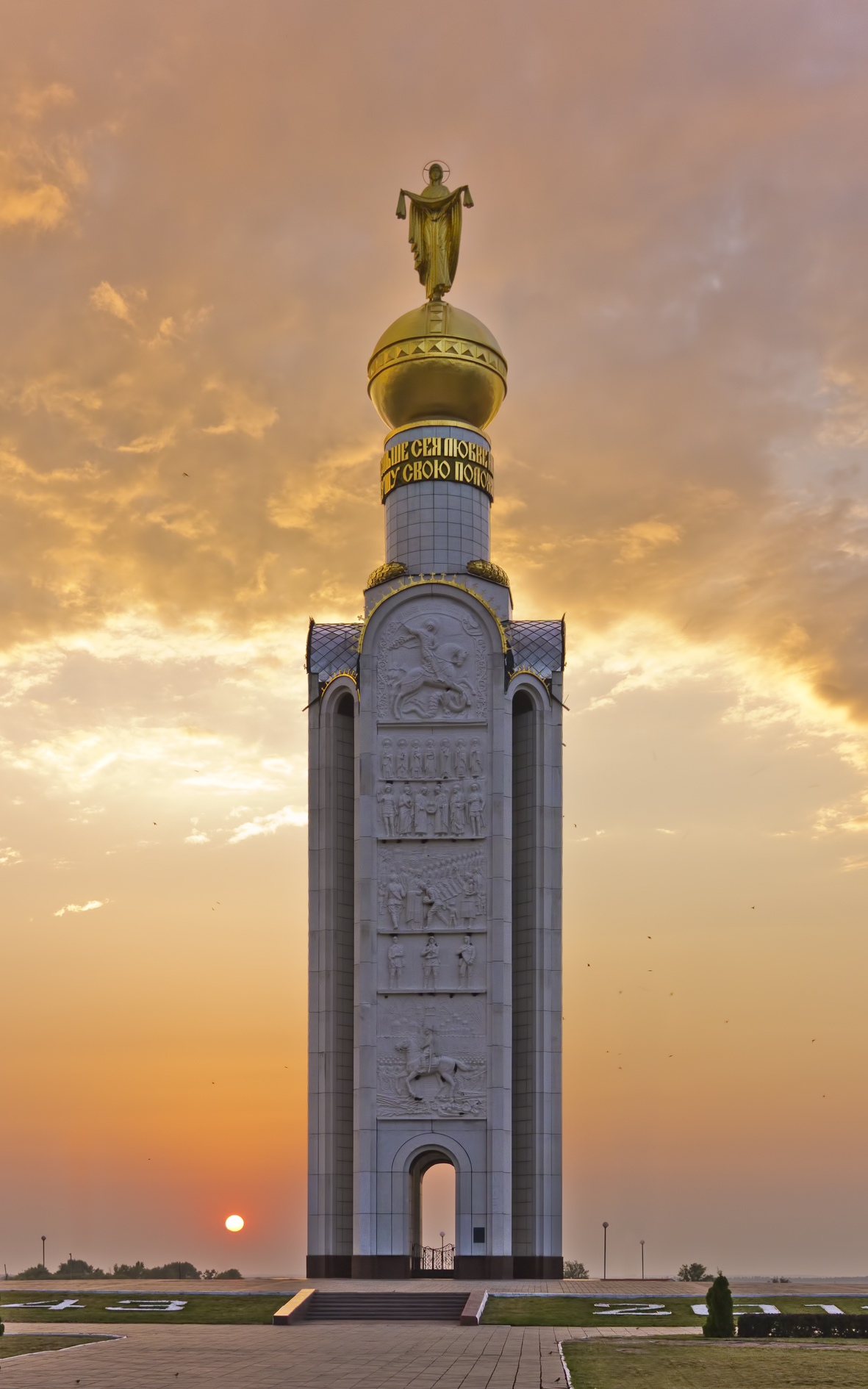
普洛霍罗夫卡战役紀念碑

普洛霍罗夫卡（俄语：Про́хоровка）俄罗斯别尔哥罗德州普洛霍罗夫卡区的市级镇。位于库尔斯克市西南普肖尔河边，人口9761（2010年人口普查）。1943年，第二次世界大战期间，普洛霍罗夫卡爆发了人类历史上规模最大的坦克战普洛霍罗夫卡战役。